# Beyond Mombasa
Beyond Mombasa é um filme de aventura britânico-estadunidense de 1956 dirigido por George Marshall e estrelado por Cornel Wilde e Donna Reed.

## Elenco
- Cornel Wilde ...Matt Campbell
- Donna Reed ...Ann Wilson
- Leo Genn ...Ralph Hoyt
- Ron Randell ...Elliot Hastings
- Christopher Lee ...Gil Rossi
- Dan Jackson ...Ketimi